# ماریانوپولی
ماریانوپولی (به ایتالیایی: Marianopoli) یک کومونه در ایتالیا است که در استان کالتانیستا واقع شده‌است.

## خصوصیات
ماریانوپولی ۱۳٫۰ کیلومترمربع مساحت و ۲٬۱۷۵ نفر جمعیت دارد و ۷۲۰ متر بالاتر از سطح دریا واقع شده‌است.